# Pavada
Pavada, también conocido como pimpín (en Chile) juego de pavadao  gallina la pavada,  era un juego infantil o tradicional consistente en que varios muchachos se sentaban en rueda con las piernas extendidas. El que guiaba el juego se situaba en medio y exclamaba: La pavada pone huevos a manadas, pone uno, pone dos,... e iba subiendo hasta ocho, contando desde las piernas de uno de los participantes. Al llegar al número de ocho decía: zámpate ese bizcocho, y el jugador al que le tocaba escondía la pierna. De esta manera iba corriendo por los pies de todos y al quedar solo uno, aquel pagaba.